# Astragalus cedreticola
Astragalus cedreticola är en ärtväxtart som beskrevs av A.Duran och Dieter Podlech. Astragalus cedreticola ingår i släktet vedlar, och familjen ärtväxter. Inga underarter finns listade i Catalogue of Life.